# Julius Lenhart
Julius Lenhart, (Viena, 27 de novembro de 1875 - Viena, 10 de novembro de 1962) foi um ginasta que competiu em provas de ginástica artística pelos Estados Unidos e pela Áustria.
Nascido na Áustria, trabalhou em uma fábrica na Filadélfia, nos Estados Unidos. Nessa época, juntou-se a um ginásio alemão para praticar ginástica. Em 1904, nos Jogos Olímpicos de St. Louis, fez parte da equipe estadunidense Turngemeinde Philadelphia. Junto aos companheiros Philip Kassel, Anton Heida, Max Hess, Ernst Reckeweg e John Grieb, conquistou a medalha de ouro por equipes, após superar os dois outros times dos Estados Unidos. Individualmente, competindo pela Áustria, saiu-se vencedor ainda na prova do individual geral e como vice-campeão no triatlo.